# Lacistorhynchidae
Lacistorhynchidae är en familj av plattmaskar. Lacistorhynchidae ingår i ordningen Trypanorhyncha, klassen Neoophora, fylumet plattmaskar och riket djur. Enligt Catalogue of Life omfattar familjen Lacistorhynchidae 2 arter. 
Kladogram enligt Catalogue of Life:
| Lacistorhynchidae | \| \| Grillotia \| \| \| \| \| \| Lacistorhynchus \| \| \| \| |
|                   | \| \| Grillotia \| \| \| \| \| \| Lacistorhynchus \| \| \| \| |
|                   | Eutetrarhynchidae                                             |
|                   |                                                               |
|                   | Gymnorhynchidae                                               |
|                   |                                                               |
|                   | Hepatoxylidae                                                 |
|                   |                                                               |
|                   | Tentaculariidae                                               |
|                   |                                                               |
|                   | Grillotia                                                     |
|                   |                                                               |
|                   | Lacistorhynchus                                               |
|                   |                                                               |

|  | Grillotia       |
|  |                 |
|  | Lacistorhynchus |
|  |                 |